# Тарабукин, Степан Кузьмич
Степан Кузьмич Тарабукин (псевдонимы: С. Тарин, С. Черноземцев; 1878, Тамбовская губерния — после 1936) — эсер, делегат Всероссийского учредительного собрания.

## Биография
Степан Тарабукин родился в 1878 году в селе Жидиловка (Жидиловской волости) Козловского уезда Тамбовской губернии в семье крестьянина Кузьмы Тарабукина. Образование получил самостоятельно.
В 1903 году, под влиянием С. Н. Слетова, вступил в Партию социалистов-революционеров (ПСР) и уже два года спустя принял участие в Московском декабрьском вооруженном восстании. В 1908 году он был избран делегатом II съезда ПСР. После этого работал в кооперативной прессе, крестьянских союзах, а также вёл нелегальную работу как в Центральной России, так и на Украине и на Урале.
В 1912 году был по решению суда выслан в Оренбургскую, а в 1915 году — Тобольскую губернии. В 1916 году был призван в армию (демобилизован в 1917 году). Во время Февральской революции работал в Тюмени в кооперации (член и секретарь правления потребительского обществе «Пчела») и являлся одним из организаторов местного Совета. Был председателем Екатеринбургского областного Совета крестьянских депутатов, секретарём городского комитета (горкома) ПСР, а также был избран гласным городской думы. Кроме того, выполнял обязанности редактора газеты «Вольный Урал», являлся корреспондентом столичных газет на Урале, сотрудничал в «Бодрой мысли», «Стойкой мысли», «Голосе труда» и ряде других (под псевдонимом Тарин).
В 1917 году был избран членом Учредительного собрания по Пермскому избирательному округу от эсеров и Совета крестьянских депутатов (список № 2). 5 января 1918 года стал участником знаменитого заседания, после которого Собрание было распущено. В 1918 году находился в Перми, а затем в Екатеринбурге и Воткинске. В этот период он скрывался от колчаковцев, поддерживая связь со Съездом членов Учредительного собрания.
В 1920 году стал секретарём конторы Центросоюза, но был арестован в Барнауле и осуждён «за участие в подпольной организации эсеров» к лишению свободы на всё время Гражданской войны. В марте 1921 года был освобождён после голодовки (вероятно, по ходатайству большевика Н. И. Авдеева) и сослан. В сентябре 1922 года был вновь арестован в Нижнем Новгороде и на этот раз приговорён к трём годам Соловецкого концлагеря. В 1926 году был сослан в Великий Устюг. Реабилитирован в 1993 году.

## Произведения
- «Страшные цифры» (статья)[3]
- «…И снова кашель пулеметов» (стихотворение)